# Museo del Risorgimento (Castelfidardo)
Il Museo del Risorgimento è uno spazio espositivo di Castelfidardo, in provincia di Ancona, nelle Marche, dedicato al Risorgimento, con particolare attenzione alla battaglia di Castelfidardo (18 settembre 1860), che ebbe come conseguenza l'annessione al Regno di Sardegna delle Marche e dell'Umbria. È gestito dall'associazione di volontariato Italia Nostra.

## Le esposizioni
Allestito nel 1994 all'interno di palazzo Mordini, ex ospizio per poveri, sono esposti documenti a ricordo della nota battaglia del 18 settembre 1860, combattuta e vinta a Castelfidardo dall'Armata Sarda sull'Esercito dello Stato della Chiesa.
L'istituzione cerca di contestualizzare lo scontro nel quadro più generale del Risorgimento italiano: vi sono infatti raccolti cimeli e documenti dell'epoca, e circa 130 reperti donati da collezionisti privati o da altri musei.